# قران (عملة)
القِران عُملة فضيَّة فارسيَّة استُعملت في إيران ما بين 1825 و1932 وهي تنقسم إلى 20 شاهي أو 1,000 دينار ويشكل القِران الواحد عُشر التُّومان، استبدل الدِّينار بالقِران عام 1932. كانت قيمة القِران تعادل فرنكًا فرنسيًّا واحد إلا أن هذه القيمة انخفضت ما بين أعوام 1874 و1895 لتصل إلى نصف قيمتها، في عام 1930 كان الباوند الإسترليني يساوي 59.75 قِرانًا.

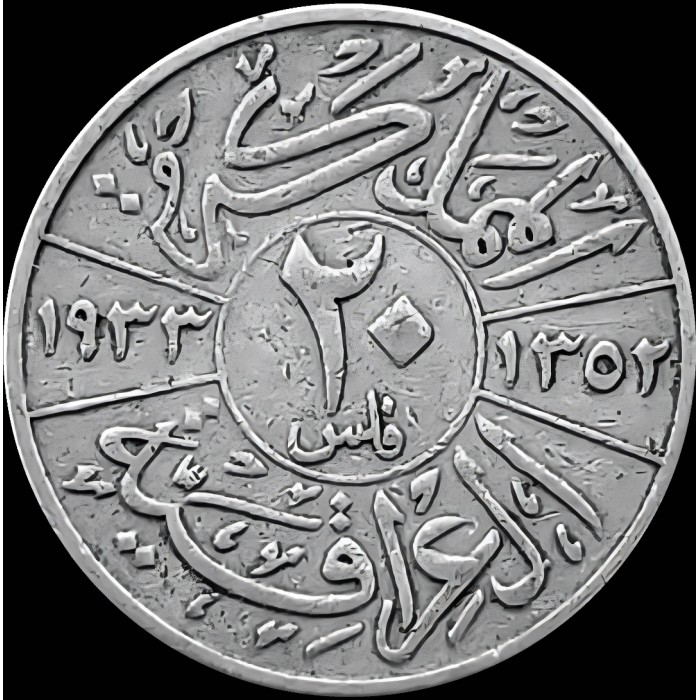
20 فلسا كانت تسمى في العراق قران

أيضا شاع استعمال لفظ القران في العراق في العهد الملكي لوصف عملة 20 فلسا.